# Sebastian Patzler
Sebastian Patzler (* 24. Oktober 1990 in Berlin) ist ein deutscher Fußballtorwart.

## Karriere
Patzler spielte in der Jugend für verschiedene Berliner Vereine, ehe er 2007 zum 1. FC Magdeburg in die A-Junioren-Bundesliga und ein Jahr darauf in die Jugend von Werder Bremen wechselte. Er war Stammkeeper in der U-18-Mannschaft und wurde auch regelmäßig in der U-19 eingesetzt. In der A-Jugend-Bundesliga 2008/09 gewannen die Bremer die Staffel Nord/Nordost, scheiterten dann jedoch im Halbfinale am späteren deutschen Meister 1. FSV Mainz 05.
Seit der Saison 2009/10 stand er im Kader des Reserveteams von Werder Bremen, das in der 3. Liga spielt. Sein Profi-Debüt gab er am 3. April 2010 (32. Spieltag) im Spiel gegen den 1. FC Heidenheim. Da er im Tor von Werder Bremen II nicht an Felix Wiedwald vorbeikam, verließ er am Ende der Saison 2010/11 den Verein.
In der Saison 2011/12 spielte Patzler bei Kickers Emden in der Oberliga Niedersachsen, wo der Verein im Herbst 2011 Insolvenz anmelden musste. 2012 ging er zurück nach Berlin, wo er in der Regionalliga Nordost für die zweite Mannschaft des 1. FC Union Berlin das Tor hütete.
Seit dem 1. Januar 2015 stand Sebastian Patzler im Tor der 1. Herren des FC Viktoria 1889 Berlin in der Regionalliga Nordost. Nach Ablauf der Saison wechselte Patzler ablösefrei zum Oberligisten TuS Koblenz. Mit Koblenz gelang Patzler die sofortige Rückkehr in die Regionalliga, wo die TuS frühzeitig den Klassenerhalt sicherstellen und sich 2017 den Rheinlandpokal sichern konnte.
Nach Ablauf seines Vertrages im Sommer 2017 wechselte Patzler zu Regionalligist Viktoria Köln. Mit Viktoria Köln wurde Patzler 2018/19 Meister der Regionalliga und stieg in die 3. Liga auf. Im Januar 2021 wechselte er zum Regionalligisten Wuppertaler SV, mit dem er im Mai des Jahres den Niederrheinpokal gewann. Nach drei Jahren als Stammtorwart in Wuppertal wurde Patzler im Dezember 2023 suspendiert und wechselte daraufhin Anfang Februar 2024 zum Ligakonkurrenten 1. FC Bocholt.

## Erfolge
- Meister der Regionalliga West und Aufstieg in die 3. Liga: 2018/19 (Viktoria Köln)
- Mittelrheinpokalsieger: 2017/18 (Viktoria Köln)
- Niederrheinpokalsieger: 2020/21 (Wuppertaler SV)
- Rheinlandpokalsieger: 2016/17 (TuS Koblenz)